# Аллеманд
Аллеманд (фр. Allemande) — светлый соус на основе велуте (обычно из телятины; также допустимо использование велуте из курицы или моллюсков), загущенного яичными желтками, сливочным маслом и заправленного лимонным соком. Введён в XIX веке Мари-Антуаном Каремом как один из четырёх основных соусов французской кухни, наряду с соусами бешамель, эспаньоль и самим велуте.

## Применение
Аллеманд используется как самостоятельный соус к яичным блюдам, рыбе, дичи, варёной курице и телятине.